# Calamares (програмне забезпечення)
Calamares — це вільний і безкоштовний, незалежний від дистрибутивів системний інсталятор для дистрибутивів Linux із відкритим сирцевим кодом.

## Інформація
Calamares використовується системами CachyOS, Garuda Linux, Manjaro, Netrunner, KaOS, KDE neon, Lubuntu, Sabayon Linux, Chakra, EndeavourOS, Peppermint OS, Artix Linux, OpenMandriva Lx, Q4OS, Live CD для Debian, і кілька менш відомих дистрибутивів Linux. Він також використовувався для автоматизації встановлення дистрибутивів командного стрічки та створення власних дистрибутивів.
Розробку розпочав у 2014 році член спільноти Manjaro Тео Мрнявац «за підтримки Blue Systems», а потім розробкою зайнялась команда KaOS.
Calamares наразі підтримується командою Calamares, більшість з яких є розробниками KDE і не мають виняткового зв'язку з будь-яким дистрибутивом Linux. Calamares не є проектом KDE, KaOS або Manjaro.

## Конфігурація
Calamares дуже легко налаштовувати за допомогою комбінації модулів та вбудованих інструментів. Розробники дистрибутива можуть додати власне оформлення і конфігурацію до Calamares. Однак деякі розробники дистрибутивів вирішують залишити параметри та вигляд програми за замовчуванням.